# خوسيه ماريا يانيز
خوسيه ماريا يانيز هو وزير وعسكري وسياسي مكسيكي، ولد في 1803 في Valle de Santiago ‏ في المكسيك، وتوفي في 10 أغسطس 1880 في مدينة مكسيكو في المكسيك. انتخب Governor of Guanajuato ‏.